# Ruth Aspöck
Ruth Aspöck (Salzbourg, 7 février 1947) est une femme de lettres autrichienne qui habite à Vienne.

## Biographie
Elle étudia l'art dramatique et la philologie germanique à Vienne et Linz, et compléta sa formation avec des voyages à Cuba et dans d'autres pays. Elle est la fondatrice de la publication féminine viennoise Auf.

## Œuvres
- Der ganze Zauber nennt sich Wissenschaft (1982)
- Emma oder Die Mühen der Architektur. Die Geschichte einer Frau aus Wien (1987)
- Ausnahmezustand für Anna (1992)
- Wo die Armut wohnt.  (1992)
- Tremendo swing. Die achtziger Jahre in Kuba (1997)
- Gedichtet. Prosaische Lyrik (1995)
- Muttersöhnchenmärchen (1996)
- (S)Trickspiel (2003)
- Kannitverstan (2005)